# Bienvenue à bord (album)
Pour les articles homonymes, voir Bienvenue à bord.
Albums de Soldat Louis
En vrai Escale sur la planète
Bienvenue à bord, sorti en 1999, est le quatrième album du groupe Soldat Louis. On y retrouve un titre d'une chanson d'Alain Souchon, Le bagad de Lann Bihoué.

## Liste des chansons
| No  | Titre                   | Auteur                         | Durée |
| --- | ----------------------- | ------------------------------ | ----- |
| 1.  | Cheyenne                | Gary Wicknam                   | 4:48  |
| 2.  | Menestrel               | Gary Wicknam / Soldat Louis    | 3:15  |
| 3.  | Super sailor            | Gary Wicknam / Soldat Louis    | 3:18  |
| 4.  | Rappelle moi            | Gary Wicknam                   | 5:06  |
| 5.  | Accroche-toi            | Gary Wicknam                   | 3:06  |
| 6.  | Bienvenue à bord        | Gary Wicknam                   | 4:32  |
| 7.  | Le bagad de Lann-Bihoué | Alain Souchon / Laurent Voulzy | 3:53  |
| 8.  | Homere m'a tué          | Gary Wicknam / Soldat Louis    | 4:29  |
| 9.  | Galérian (instrumental) | Soldat Louis                   | 4:29  |
| 10. | Ou l'est l'problèm      | Gary Wicknam                   | 3:05  |
| 11. | Un instant de déconnade | Gary Wicknam                   | 4:23  |

## Crédit

### autour de l'album
- 1999 - Déclic - Sony Music
- Référence : B11482
- Editeur : Sony Music
- Label : Déclic Communication (Globe Music)

### autour des musiciens
- Serge Danet alias Soldat Louis
- Renaud Detressan alias Gary Wicknam

## Sources
- Livret de l'édition CD de l'album